# Paramount Home Entertainment
Paramount Home Entertainment is verantwoordelijk voor de distributie van alle films, televisieprogramma's en -series van Paramount Pictures (Viacom) en CBS Paramount Television (CBS Corporation). Paramount Home Entertainment is een onderdeel van het Amerikaanse mediaconglomeraat Viacom.